# Paul Scharner
Paul Josef Herbert Scharner (Scheibbs, 11 maart 1980) is een Oostenrijkse voormalig voetballer die oorspronkelijk als middenvelder en later hoofdzakelijk als centrale verdediger speelde.

## Interlandcarrière
Scharner maakte op 17 april 2002 zijn debuut in het Oostenrijks voetbalelftal, tegen Kameroen (0-0). In 2006 stopte hij tijdelijk met de nationale ploeg, omdat hij vond dat de Oostenrijkse voetbalbond te onprofessioneel was. Op 5 juni 2012 speelde hij zijn laatste interland voor Oostenrijk, tegen Roemenië.

## Erelijst
Austria Wien
- Kampioen Bundesliga

2002/03
- Beker van Oostenrijk

2002/03
- Oostenrijkse supercup

2003
 SK Brann Bergen
- Noorse beker

2004
 Wigan Athletic
- FA Cup

2012/13